# Heliconius eratophylla
Heliconius eratophylla är en fjärilsart som beskrevs av James John Joicey och William James Kaye 1917. Heliconius eratophylla ingår i släktet Heliconius och familjen praktfjärilar. Inga underarter finns listade i Catalogue of Life.